# Дедо (пфальцграф Саксонии)
Дедо фон Гозек (нем. Dedo von Goseck; убит в битве при Пёльде 5 мая 1056, похоронен в Госларе) — пфальцграф Саксонии с 1043/1044 года.
Сын Фридриха фон Гозека (ум. 1042), пфальцграфа Саксонии, графа в Хассегау. Брат Адальберта фон Гозека, архиепископа Бремена (1045—1072).

## Биография
В 1042 году после смерти Фридриха фон Гозека пфальцграфом Саксонии был назначен граф Веймара Вильгельм IV. Он занимал эту должность около года, а потом по не выясненной причине передал её Дедо фон Гозеку, который с этим титулом впервые упоминается в документе от 30 ноября 1043 года.
Дедо фон Гозек был убит в битве при Пёльде 5 мая 1056 (по другим данным — убит в этом городе монахом, которого по просьбе архиепископа Адальберта держал в заключении). Ему наследовал брат — Фридрих II фон Гозек.
Дедо вместе с братьями основал монастырь Гозек (1043).

## Семья
В некоторых генеалогиях женой Дедо (с 1054) называется Ида фон Эльсдорф. В таком случае его дочерью могла быть Рихенца, жена Эгильмара — первого графа Ольденбурга.
От не известной по имени и происхождению любовницы у Дедо был сын:
- Фридрих (ум. 1100), аббат Хальдерслебена и Херсфельда.